# Раздольный (Кореновский район)
Раздольный — посёлок в Кореновском районе Краснодарского края.
Входит в состав Новоберезанского сельского поселения.

## География
Посёлок расположен в 2 км к северо-востоку от административного центра поселения — посёлка Новоберезанского.

## Население
| 2002 | 2010 |
| ---- | ---- |
| 388  | ↘329 |

- пер. Парковый,
- ул. Зелёная,
- ул. Молодёжная,
- ул. Степная,
- ул. Труда.